# Lapposyrphus
Lapposyrphus là một chi ruồi trong họ Syrphidae.